# Руденск
Руденск (бел. Рудзенск) — городской посёлок в Пуховичском районе Минской области Беларуси. Административный центр Руденского сельсовета. Железнодорожная станция на линии Минск — Осиповичи, узел автодорог на Узляны, Дукору, Правдинский. Город—спутник Минска.
Станция соединения Руденской узкоколейной железной дороги с широкополосной железнодорожной линией.
Численность населения — 2 578 человек (на 1 января 2025 года).
26 августа 2023 года территория городского посёлка Руденск включена в состав Руденского сельсовета.

## География
Расположен в 22 км от Марьиной Горки (станция Пуховичи), 41 км от Минска.

## История
В XIX веке — деревня, со строительством Либаво-Роменской железной дороги — станция с посёлком.
В 1890-м на Либаво-Роменской дороге по грузообороту станция Руденск и Березина занимали первые места (станция Осиповичи — третье).
С 1938 года — городской посёлок. В 1935 и 1938—1960 годах был центром Руденского района.
20 января 1960 года в связи с упразднением Руденского района передан в состав Пуховичского района.
В годы Великой Отечественной войны оккупанты уничтожили в Руденске и районе 4,7 тыс. чел. Действовало патриотическое подполье.
10 августа 2014 года Руденску придан статус города-спутника Минска.
26 августа 2023 года территория городского посёлка Руденск включена в состав Руденского сельсовета.

## Население
Численность населения — 2 578 человек (на 1 января 2025 года). Численность населения поселка составляет 2 589 человек (на 1 января 2023 года).
| Численность населения: |
| График не отображается по техническим причинам. Чтобы исправить это, воспроизведите график в новом формате, если это возможно. |

| 1939 | 1970   | 1979   | 1989   | 2006   | 2018   | 2023    | 2024 | 2025   |
| ---- | ------ | ------ | ------ | ------ | ------ | ------- | ---- | ------ |
| 1128 | ▲ 3585 | ▲ 3875 | ▼ 3568 | ▼ 2881 | ▼ 2680 | ▼ 2 589 |      | ▼2 578 |

По переписи населения 1939 года, в Руденске проживало 824 белоруса (73 %), 176 евреев (15,6 %), по 43 русских и украинца, 6 поляков, 36 представителей других национальностей. По переписи населения 2009 года, в Руденске проживало 2498 белорусов (89 %), 253 русских (9 %), 32 украинца (1,1 %).

## Экономика
Возле Руденска расположена Минская ТЭЦ-5 (изначально планировалась как атомная ТЭЦ).

### Промышленность
Производственное республиканское унитарное предприятие «МИНСКОБЛГАЗ».
Открытое акционерное общество «Руденск», созданное в процессе приватизации путём преобразования арендного предприятия «Руденский завод пластмассовых изделий» в июне 1995 г. и являющееся его полным правопреемником. Ведущим акционером является Мингосимущество (99,7 %). На предприятии работает 539 человек. Предприятие осуществляет производство светотехнических изделий для удовлетворения потребностей автотракторной промышленности, хозобихода, плёночных изделий; производство клеев-расплавов для мебельной промышленности и других композиционных материалов.
Возле Руденска построен завод по переработке зерновых и производству аминокислот и кормов для животных ЗАО «БНБК».
Частными предприятиями производится верхняя одежда из кожи и меха, из шерстяных тканей.

## Социальная инфраструктура
- Больница
- Аптека
- Детский сад
- Дом быта
- Магазины
- Нотариальная и кадастровая служба
- Рынок
- Школа
- Школа-интернат
- Почта
- Католический храм (костел св. апостолов Петра и Павла)
- ГУО «Пуховичский районный ЦКРО и Р»

## Культура
- Дом культуры
- Музей ГУО «Руденская средняя школа»

## Достопримечательность
- Костёл св. апостолов Петра и Павла
- Братская могила —  Историко-культурная ценность Республики Беларусь, шифр 613Д000525

### Памятник, скульптура
- Памятник В. И. Ленину
- Памятник в честь основания Руденска
- Мемориальный знак жертвам нацизма
- Памятная доска в честь Михася Чарота. Установлена на Доме культуры
- Памятная табличка на железнодорожном вокзале
- Памятная табличка на доме, где жил Герой Советского Союза М. М. Зелёнкин
- Памятная табличка на здании школы в честь М. М. Зелёнкина
- Памятная табличка на здании школы в честь воина-интернационалиста Леонида Исааковича Берковича
- Памятная табличка на здании школы в честь поэта Г. Я. Клевко
- Валун с памятной табличкой в честь 110-летия со дня рождения выдающегося учёного лесовода И. Д. Юркевича

## Галерея
- Костёл св. апостолов Петра и Павла
- Памятник в честь основания Руденска
- Памятник в честь основания Руденска
- Памятная доска в честь Михася Чарота
- Памятная табличка на железнодорожном вокзале
- Памятная табличка на доме, где жил Герой Советского Союза М. М. Зелёнкин
- Памятная табличка на здании школы в честь М. М. Зелёнкина
- Памятная табличка на здании школы в честь воина-интернационалиста Л. И.  Берковича
- Памятная табличка на здании школы в честь поэта Г. Я. Клевко
- Валун с памятной табличкой в честь 110-летия со дня рождения выдающегося учёного лесовода И. Д. Юркевича
- Братская могила
- Мемориальный знак жертвам нацизма
- Железнодорожная станция